# Леґоґіє
Леґоґіє (груз. ლეგოგიე) — село в Грузії.
За даними перепису населення 2014 року в селі проживає 98 осіб.